# 1 Pułk Strzelców Pieszych (Królestwo Kongresowe)

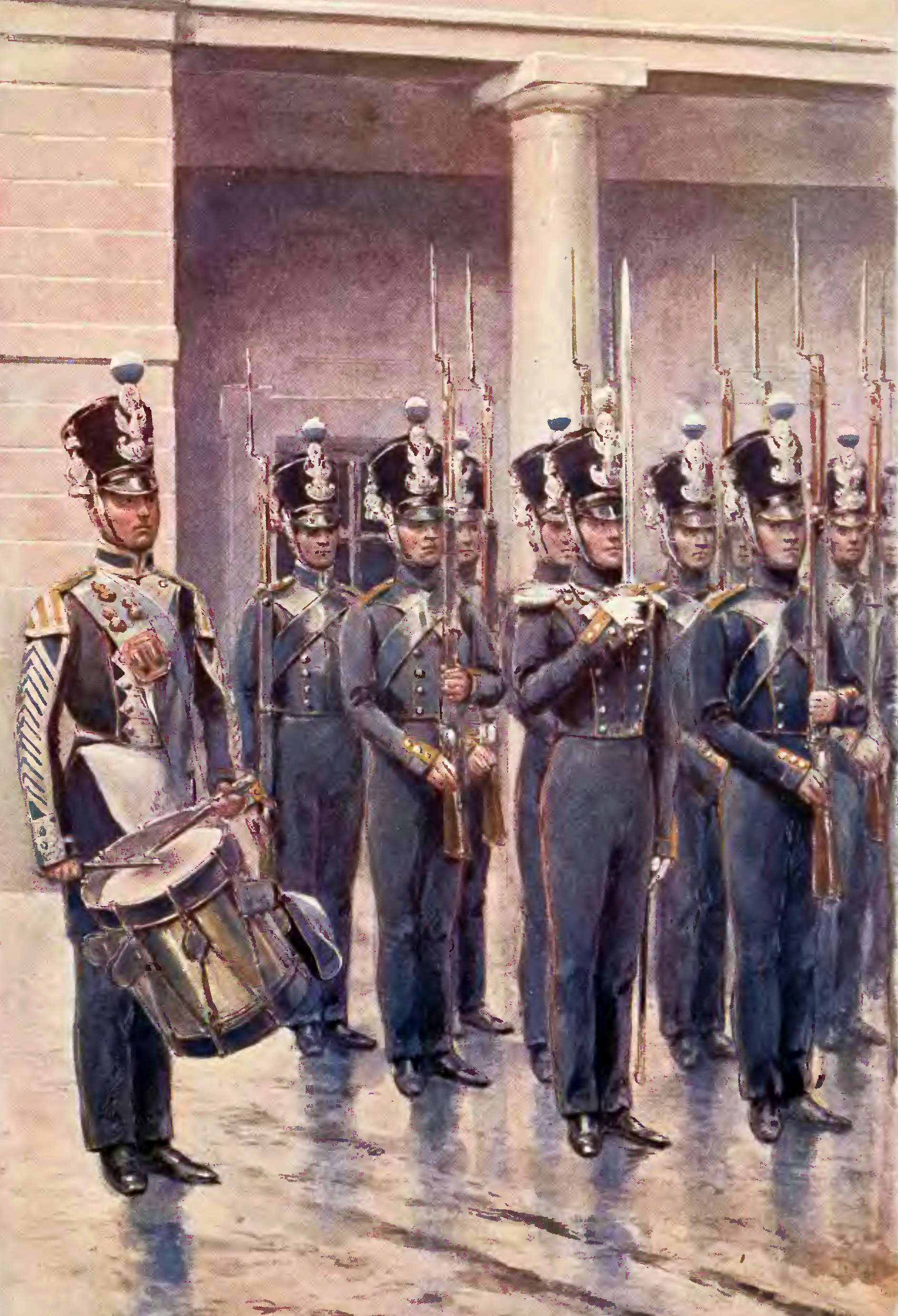
Żołnierze 1 psp

1 Pułk Strzelców Pieszych – polski pułk piechoty okresu Królestwa Kongresowego.

## Formowanie i zmiany organizacyjne
Sformowany w 1815 roku. 13 stycznia 1822 nazwany "Pułkiem strzelców pieszych jego cesarzewiczowskiej mości wielkiego księcia Mikołaja nr 1". Szefem pułku był właśnie wielki książę Mikołaj. 22 stycznia 1826 nazwany "Pułkiem strzelców pieszych jego cesarsko-królewskiej mości nr 1". Pułk w okresie pokojowym składał się ze sztabu i dwóch batalionów po cztery kompanie, oraz związanych z batalionami dwoma kompaniami rezerwowymi. Stan kompanii wynosił 4-6 oficerów, 14-16 podoficerów i 184 szeregowych, stan batalionu 830 żołnierzy. Stan pułku: 5 oficerów starszych, 54-55 oficerów młodszych, 160 podoficerów, 72 muzyków, 1664-1676 szeregowych oraz 5 oficerów i 71-82 podoficerów i szeregowych niefrontowych. W sumie w pułku służyło około 2050 żołnierzy. W czasie wojny przewidywano rozwinięcie pułku do czterech batalionów po 8 kompanii każdy. W każdym batalionie etatu wojennego tworzono na bazie jednej z nowo powstałych kompanii kompanię wyborczą.
Wchodził w struktury 1 Dywizji Piechoty. Po wybuchu powstania listopadowego zreorganizowano piechotę. Pułk wszedł w skład nowo sformowanej 4 Dywizji Piechoty. 26 kwietnia 1931 przeprowadzono kolejną reorganizacje piechoty armii głównej dzieląc ją na pięć dywizji. Pułk znalazł się w 2 Brygadzie  4 Dywizji Piechoty. Na początku maja pułk przeszedł do 1 Dywizji Piechoty w miejsce walczących na Lubelszczyźnie pododdziałów.

## Miejsce dyslokacji w 1830
Stacjonował w województwie mazowieckim.
- sztab - Sochaczew
- 1 batalion - Iłów
- 2 batalion - Trojanów
- kompanie karabinierskie - Warszawa (koszary Ordynackie)

## Żołnierze pułku
Dowódcy pułku
- płk Zdzitowiecki (20 I 1815 - 1816)
- ppłk Bieliński (p.o. do 16 X 1816)
- ppłk Piotr Szembek (od 16 X 1816 z przerwą w latach 1819 i 1820 w których dowództwo wakuje),
- ppłk Maciej Rolbiecki (od 7 XII 1830)
- ppłk Antoni Noffok (od 1 II 1831)
- płk Feliks Breański (od 25 V 1831)
- ppłk Salomon Suarce (od 13 VI 1831)
- ppłk Franciszek Bobiński (od 1 VIII 1831)

Oficerowie
- Bonifacy Jagmin
- Franciszek Kacper Fornalski
- Ignacy Lebel – lekarz batalionowy (ok. 1822)

## Walki pułku

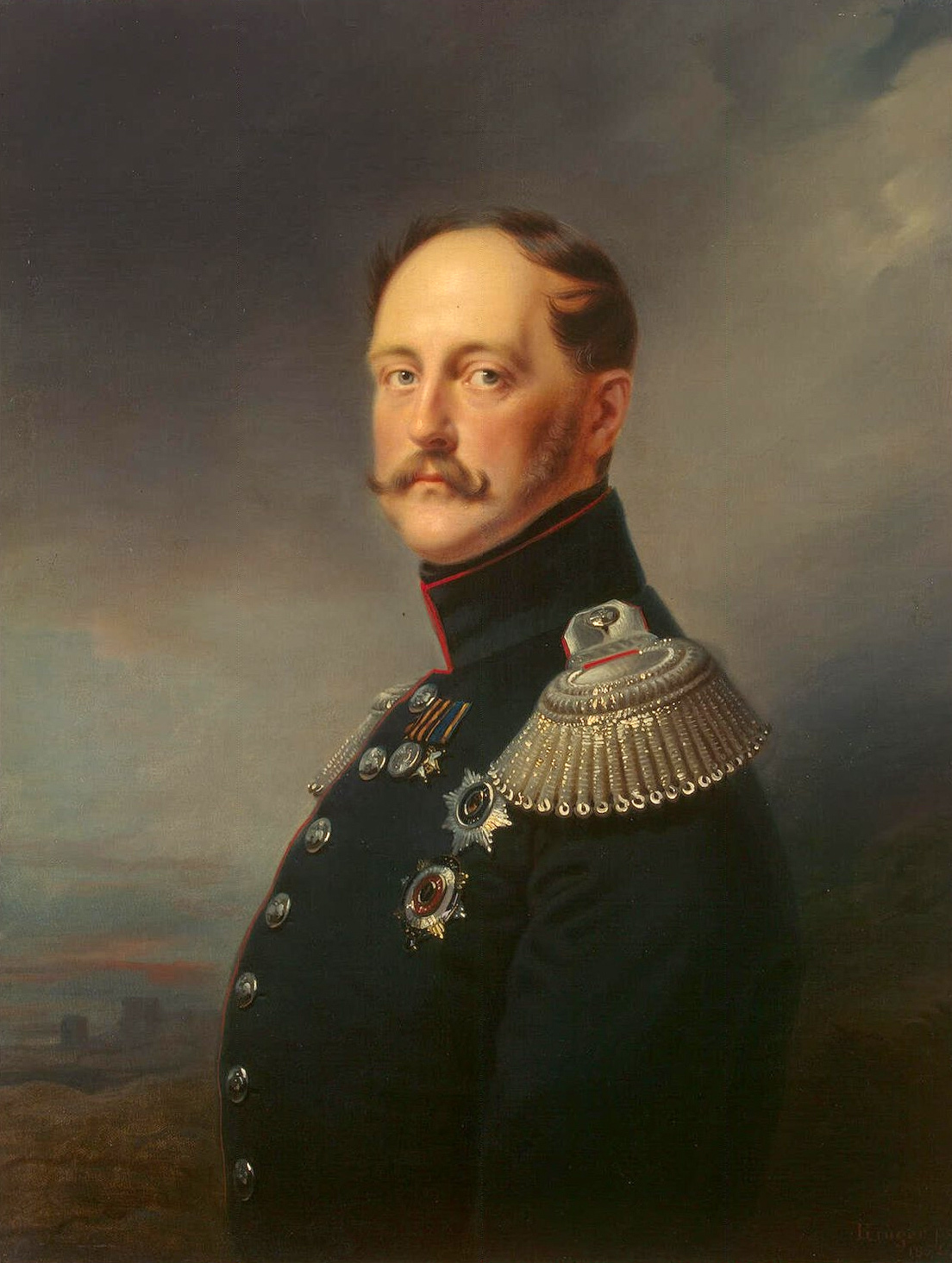
Car Mikołaj I Romanow - patron oraz szef 1 pps

Pułk brał udział w walkach w czasie powstania listopadowego.
Bitwy i potyczki:
- Warszawa (29 listopada 1830)
- Wawer (19 lutego)
- Grochów (25 lutego)
- Ostrołęka (26 marca)
- Rożan (30 marca)
- Węgrów (14 kwietnia)
- Porządza, Przetycz, Choroście, Długosiodło, Plewki, Bródki (16 kwietnia)
- Bródki, Wasewo, Sokołów, Jakać (17 kwietnia)
- Tykocin (21 maja)
- Bielsk (22 maja)
- Hajnowszczyzna (23 maja)
- Wolpie (26 maja)
- Ostrołęka (26 maja)
- Mińsk (14 lipca)
- Warszawa (6 i 7 września)

W 1831 roku, w czasie wojny z Rosją, żołnierze pułku otrzymali 6 kawalerskich, 48 złotych i 72 srebrne krzyże Orderu Virtuti Militari .

## Mundur

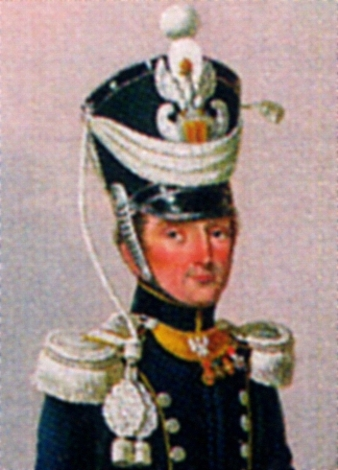
Piotr Szembek

Żołnierze pułku  nosili granatowe kurtki mundurowe z żółtymi wyłogami, kołnierzem i łapkami rękawów, z białymi guzikami. Na guzikach umieszczano numery pułku.
Kołnierz, wyłogi na piersiach i rękawach i polach granatowe z wypustką żółtą przy kurtce paradnej. Naramiennik żółty, numer 1 dywizji czerwony, kompania karabinierska od 1822 roku litera M z koroną.
Lejbiki granatowe z żółtą wypustką na kołnierzu i rękawach. Spodnie, sukienne granatowe z wypustką żółtą. Kołnierz od płaszcza granatowy z wypustką żółtą. Wszystkie pasy były czarno lakierowane. Na głowie furażerka granatowa z trzema żółtymi wypustkami.
Frak  mundurowy  oficerów z wyłogami granatowymi jak u żołnierzy. Kołnierz z żółtą wypustką i rękawy granatowe.
Codzienne szare spodnie z granatowymi lampasami i żółtą wypustką pośrodku.
Galony srebrne z żółtą wypustką.

## Chorągiew
Na tle granatowego krzyża kawalerskiego w czerwonym polu, w otoku z wieńca laurowego umieszczony był biały orzeł ze szponami dziobem i koroną złoconą.
Pola między ramionami krzyża – żółte, a w rogach płata królewskie inicjały: A I, później M I z koroną, otoczone wieńcami laurowymi. Chorągiew poświęcono 17 czerwca 1827 roku w obozie powązkowskim.